# Fingerhuthia sesleriiformis
Fingerhuthia sesleriiformis är en gräsart som beskrevs av Christian Gottfried Daniel Nees von Esenbeck. Fingerhuthia sesleriiformis ingår i släktet Fingerhuthia och familjen gräs. Inga underarter finns listade i Catalogue of Life.